# 杜媛
杜媛（？—），女，陕西西安人，中国电影剪辑师，西安电影制片厂一级剪辑师，中国电影金鸡奖最佳剪辑。